# Piadina
La piadina ou piadina romagnola (piada ou pida en romagnol) est une spécialité culinaire italienne typique de la Romagne, composée d'une galette à base de farine de froment, de saindoux ou d'huile d'olive, de bicarbonate de sodium ou de levure, de sel et d'eau, traditionnellement cuite sur un plat en terre cuite appelée teggia, ou sur une plaque en métal ou en pierre, appelée teglia (tégia en Romagnol) ou testo (tëst), aujourd'hui plus communément cuite sur une plaque de métal ou sur une dalle de pierre réfractaire. C'est, selon les mots de Giovanni Pascoli, « le pain, voire la nourriture nationale des Romagnols ».
La feuille de pâte est repliée et peut être farcie avec des ingrédients sucrés ou salés (jambon, fromage, etc.).
À la limite de la Romagne, vers les Marches, cette spécialité s'appelle crescia.

## Origines
Les Étrusques de la région consomment déjà un substitut de pain non levé de forme circulaire. Il existe des traces de cette forme de pain depuis la Rome antique. Au Moyen Âge, les habitants de la Romagne confectionnent des alternatives au pain qui est taxé. Le premier témoignage écrit de piadina remonte à l'année 1371, lorsque le légat apostolique Anglic de Grimoard décrit la recette dans la Descriptio Romandiolae : « Elle est faite avec de la farine de blé trempée dans de l'eau et assaisonnée de sel. Elle peut aussi être mélangée avec du lait et assaisonnée avec un peu de saindoux. »
Les formes anciennes de piada utilisaient également des farines plus pauvres, comme celles de châtaignes ou de glands, en particulier dans les zones de montagne.

## Étymologie
Piada (localement piê, pièda, pjida) dérive du latin médiéval plàdena ou plàtena, de plathana, à son tour du grec ancien πλάθανον / pláthanon, « plateau rond pour faire le pain ou la pâtisserie, ». Le mot piada est attesté depuis le XVIe siècle (Pietro Bembo, avec la signification d'« assiette »). La première italianisation du terme dialectal romagnol sous la forme « piada » est due à Giovanni Pascoli dans la présentation du poème La Piada, publiée dans Vita Internazionale en 1900. Dans les années 1950 et 1960, le terme « pizza » était utilisé dans l'italien parlé par les Romagnols (alors que la vraie pizza était appelée « pizza napoletana ») . Au début des années 1970, l'utilisation du diminutif piadina s'est répandue.

## Typologie et préparation
Deux types distincts de piadine traditionnelle sont répandus en Romagne : la piadina romagnola, typique des régions de Forlì, Cesenatico et Ravenne, plus épaisse, et la piadina romagnola alla riminese, plus fine, la seule reconnaissance IGP. L’épaisseur varie : d’environ 6-8 mm dans les régions de Forli et Ravenne, à la très fine (2-3 mm) de Rimini.

### Piadina romagnola

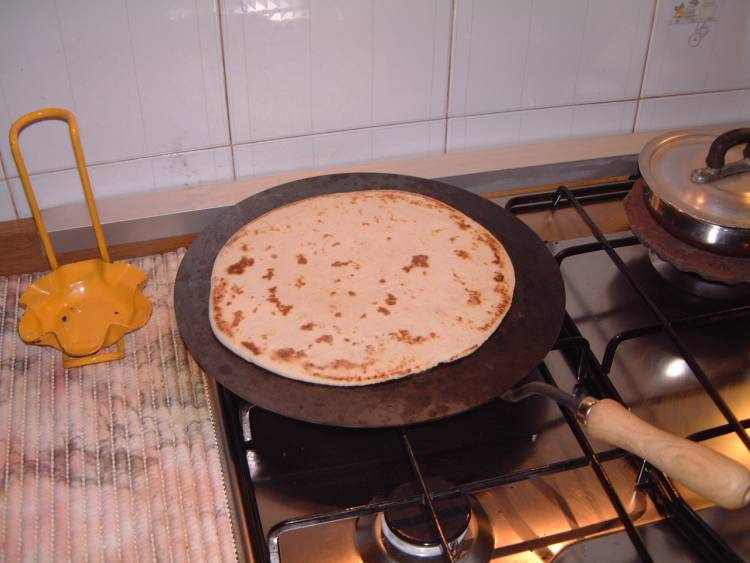
Plaque de cuisson de la piadina.

Traditionnellement, jusqu'aux années 1940, la piadina est fabriquée uniquement avec de la farine de blé, du saindoux, du sel et de l'eau. L'épaisseur est de 1,5-2 cm et le diamètre dépasse 40 cm : les grandes dimensions sont liées au fait que les familles sont en moyenne composées d'une dizaine de personnes. Aucune levure n'est utilisée, ou une petite quantité de levain, le même que celui utilisé pour le pain. Elle est cuite sur des plateaux fabriqués par des artisans de Sogliano al Rubicone, obtenus en cuisant un mélange de deux argiles différentes trouvées dans la région dans d'anciens fours à bois, prenant une couleur brun grisâtre caractéristique.
À partir des années 1950, les dimensions et l'épaisseur diminuent respectivement à 25-30 cm et 0,5-1 cm. Des casseroles en terre cuite commune sont utilisées, fabriquées dans diverses tuileries de la région, mais la cuisson en terre cuite n'est possible que sur un feu de fagots, ou dans la cuisinière (qui a remplacé le rola), puisqu'il faut une flamme qui touche toute la surface inférieure. À partir des années 1960, des casseroles en fonte, en fer ou en aluminium se répandent qui, ayant une conductivité plus élevée, peuvent être utilisées sur la flamme du gaz, permettant la cuisson de la piada dans n'importe quelle cuisine. Un agent levant est également introduit, pour la rendre plus douce, plus friable et mieux la conserver, qui est initialement du bicarbonate de sodium, et plus tard la levure couramment utilisée pour les bonbons à base de pyrophosphate de sodium.
Pour éviter que des bulles de vapeur ne se forment à l'intérieur pendant la cuisson, la piadina est percée précédemment à la fourchette à plusieurs endroits. Si elle est bien cuite, elle doit avoir les taches de couleur brique caractéristiques et jamais noires. Après quelques minutes de cuisson, elle doit disperser l'humidité de l'intérieur et doit donc être maintenue verticalement bien exposée à l'air, souvent dans des casiers en bois spéciaux.
La piadina romagnola varie légèrement d'une région à l'autre. Dans les régions de Forlì et Cesena, elle est épaisse et plus grande que dans la région d'Imola, où elle est plus petite, de la largeur d'une main ouverte,, .

### Piadina romagnola alla riminese
Dans la province de Rimini, la piadina typique est très différente, sans levure, très fine (2-3 mm) et souple, de sorte qu'elle peut être repliée sur elle-même. Des bulles se forment pendant la cuisson qui, à la fin, laissent les « yeux » caractéristiques. Contrairement au type Romagnola de Forlì et Ravenne, qui doit beaucoup sécher, la Rimini doit conserver une certaine humidité interne ; dès qu'elle est cuite, elle est placée sur une planche à découper ou même empilée.

## Utilisation et diffusion

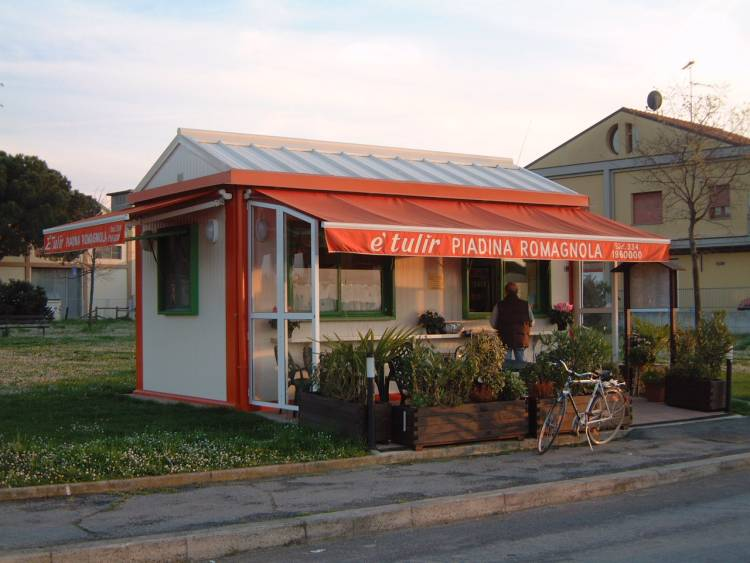
Kiosque piadine à Cesena dans la couleur blanche typique avec des bandes verticales rouges.

Anciennement appelé « pain des pauvres », elle conquiert les campagnes et les villes à la fin du XXe siècle, et est aujourd'hui très appréciée des locaux comme des touristes, pour les repas comme pour les en-cas, accompagnée de charcuterie ou de fromage. Elle doit impérativement être préparée et cuite juste avant d'être dégustée, encore chaude, avec les doigts.
Elle peut être consommée sous forme de pain pour accompagner divers plats lors des repas principaux. De plus, farcie de diverses manières, elle se prête au grignotage ou est consommée en cuisine de rue : des petits stands, le long des routes, vendent la piadina seule ou accompagnée d'autres ingrédients. Traditionnellement, elle est coupée en quadretti (quartiers) qui sont généralement 4, mais peuvent aussi être 6 ou 8 (si la piada n'est pas très grande, même en deux moitiés) et farcis de charcuterie (jambon, salami, coppa) ou squacquerone di Romagna, un fromage régional crémeux à la fois doux et acidulé, ou de saucisse italienne cuite grillée (associant souvent de l'oignon rôti) ou avec des tranches de porchetta. Dans la région de Rimini, en bord de mer, la combinaison de piada et de sardines ou d'anchois avec du radicchio et de l'oignon est traditionnelle. La piadina se consomme encore en dessert, au chocolat, au miel, ou aux figues caramélisées.
La piadina, à la fois dans les versions Romagnola et Rimini, est préparée à la maison ou achetée dans les kiosques caractéristiques où les piadinare la déroulent et la cuisent, vendant des piade vides et farcies, ayant également des chaises et quelques tables pour consommer sur place (mais le service n'est pas autorisé). Les kiosques, présents en grand nombre dans les villes de Romagne, sont colorés avec des bandes verticales, dans des couleurs standardisées pour les différentes localités, avec le blanc comme couleur de base.
En Romagne, de nombreuses trattorias ou restaurants servent la piadina comme pain.

## Dénomination IGP
Avec le règlement 1 174 du 24 octobre 2014, publié le 4 novembre 2014 au Journal officiel de l'Union européenne, la piadina romagnola / piada romagnola a été enregistrée en tant qu'indication géographique protégée, également dans la variante alla Riminese, avec une portée territoriale étendue à l'ensemble des provinces de Rimini, Forlì-Cesena, Ravenne et à la partie de la province de Bologne à l'est du fleuve Sillaro, comme l'indique le cahier des charges qui en établit les caractéristiques. Le symbole est une image stylisée d'un coq et d'un épi de maïs.

### Piadinaindustrielle à longue conservation et polémiques sur l'IGP
Depuis les dernières décennies du XXe siècle, certaines industries ont mis sur le marché des imitations, précuites et de longue conservation, distribuées dans les supermarchés de toute l'Italie ; généralement, elles ont tendance à se rapprocher du type Rimini, plus adapté à une longue conservation. Un cahier des charges IGP a été établi pour ces produits industriels et pour la grande distribution, ce qui garantit certaines exigences. Cependant, ce sont des produits très différents, d'un point de vue organoleptique, de la piadina traditionnelle cuisinée à la maison ou dans les kiosques. En effet, le cahier des charges IGP autorise la farine de blé de toute origine mondiale, l'utilisation d'additifs conservateurs (alcool éthylique) et la commercialisation du produit plusieurs mois après sa cuisson. Par conséquent, la spécification IGP a été contestée par les restaurateurs et les gérants de kiosques de Romagne qui produisent et servent actuellement de la piadina non IGP. Même Slow Food et les experts les plus connus de la gastronomie romagnole s'y sont opposés,,,.

## Crescioneet autres types

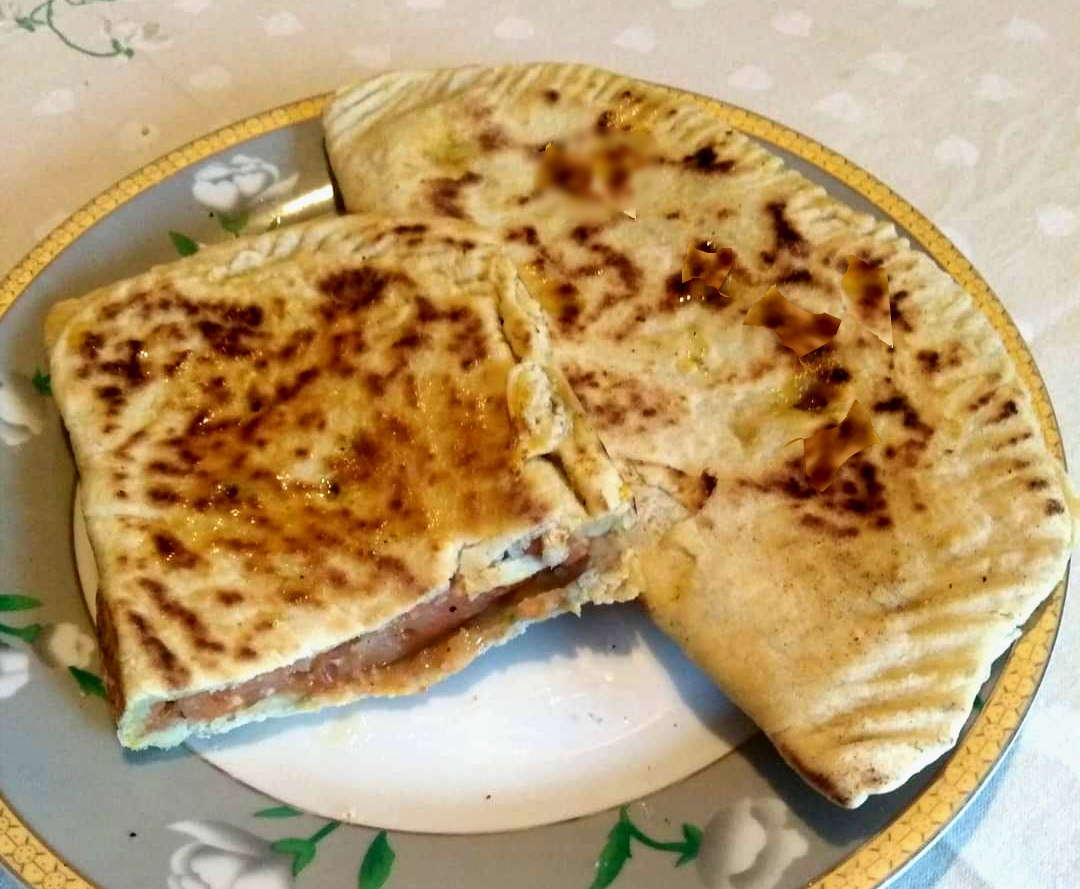
Crescione romagnolo.

### Crescione
Le crescione ou encore cassone (dans la région de Rimini) ou calzone (dans la région d'Imola), en Romagnol carsón, cunsón ou casòun, est une préparation typique dérivée de la piadina. La pâte est beaucoup plus fine (environ 4 mm), sans différences évidentes entre la région de Rimini et le reste de la Romagne. Elle est farcie, pliée et fermée en forme de demi-lune avant la cuisson, en scellant bien les bords avec une pression. La garniture traditionnelle est aux herbes des champs, préalablement bouillies, ou crues et hachées très finement et assaisonnées d'ail, d'huile, de sel et de poivre. Traditionnellement, sont utilisés, en les cueillant spontanément dans les champs et dans les zones non cultivées, le rosole (coquelicot), le scarpegn (crespigno), et autres. Le plus souvent, on utilise des épinards, des blettes, souvent des feuilles de betterave sucrière, détachées ici et là en culture, et de la chicorée, mélangées.
D'autres garnitures, non traditionnelles mais utilisées aujourd'hui, surtout dans les kiosques, sont : le potiron et les pommes de terre, la saucisse, le fricò (mélange d'aubergines, courgettes, oignons, poivrons, tomates cuites à l'huile d'olive), la mozzarella et la tomate, le jambon cuit et la mozzarella.

### Autres types

#### Piada sfogliata
Dans les zones proches de la frontière des Marches (Montefeltro), la piada, semblable à la crescia d'Urbino, est répandue. La pâte est divisée en portions qui sont étalées et graissées de saindoux en surface, puis enroulées et tordues en escargot ; enfin, en étalant la piada, on maintient différentes couches à l'intérieur séparées par des couches fines de saindoux. La piada prend donc une consistance feuilletée après la cuisson.
Dans la région des Marches, la crescia sfogliata est proche de la piada sfogliata. Sa pâte comporte des œufs et du poivre.

#### Piada con i ciccioli
La piadina est faite en utilisant des restes de grattons au lieu de saindoux.

#### Piada nella cenere
Cette piadina au levain (levure mère) est recouverte de feuilles de noyer ou de châtaignier et cuite sous la cendre chaude. Elle était fréquente jusque dans les années 1950, lorsque de nombreuses maisons possédaient encore un arola.

#### Piada unta
Ancienne piadina du pauvre, elle est obtenue simplement en combinant l'eau de cuisson du cotechino, spécialement conservée des jours précédents, riche en matières grasses, salée et poivrée, avec la farine, sans avoir à ajouter d'autres ingrédients.

#### Piadotto
Ancienne piadina du pauvre, elle est à base de farine de maïs.

#### Piadina della Madonna del Fuoco
À Forlì, à l'occasion de la fête de la Vierge du Feu, la patronne de la ville, il est de tradition de préparer un gâteau appelé piadina della Madonna del Fuoco ou pane della Madonna del Fuoco. Les ingrédients traditionnels sont : de la farine, du lait, du sucre, du beurre ou de l'huile d'olive extra vierge, de la levure de bière et — particularité — des graines d'anis.

## Dans la littérature et l'édition
- La piadina, poème de Giovanni Pascoli
- La piè (Il pane dei poveri) de Marino Moretti
- La piê, revue culturelle fondée par Aldo Spallicci en décembre 1919. Elle a existé jusqu'en 2019[25] et est considérée comme le magazine le plus prestigieux de la culture romagnole.